# Liste der Ortswappen mit einem Bezug auf die Herrschaft Teck
Diese Liste beinhaltet alle in der Wikipedia gelisteten Ortswappen mit Bezug auf die Herrschaft Teck, inklusive historischer Ortswappen.
Das Wappen der Herzöge von Teck ist Schwarz und Gold schräglinks geweckt („Teckschen Wecken“).

## Landkreise

Wappen des Landkreises Esslingen[1]
Wappen des ehemaligen Landkreises Nürtingen

## Städte

Oberndorf am Neckar – Landkreis Rottweil[2]

## Gemeindewappen

Bissingen an der Teck – Landkreis Esslingen[3] (mit Teckturm)
Kernen im Remstal – Rems-Murr-Kreis[4]
Lenningen – Landkreis Esslingen[5]

## Ehemalige Gemeindewappen

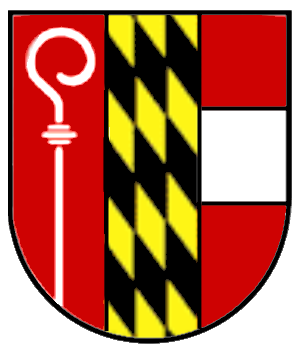
Altoberndorf – Stadt Oberndorf am Neckar – Landkreis Rottweil
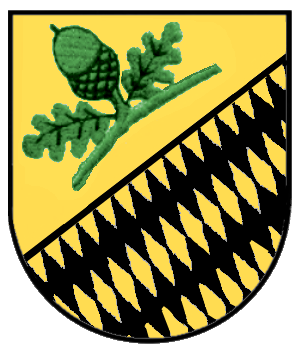
Beffendorf – Stadt Oberndorf am Neckar – Landkreis Rottweil
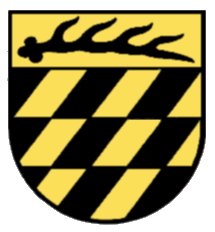
Bezgenriet – Stadt Göppingen – Landkreis Göppingen
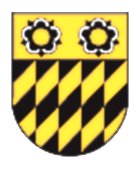
Bickelsberg – Stadt Rosenfeld – Zollernalbkreis
Brittheim – Stadt Rosenfeld – Zollernalbkreis[10]
Hedelfingen – Stadt Stuttgart[11]
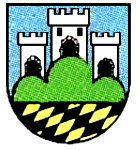
Oberlenningen – Gemeinde Lenningen – Landkreis Esslingen
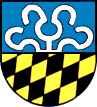
Ötlingen – Stadt Kirchheim unter Teck – Landkreis Esslingen
Rommelshausen – Gemeinde Kernen im Remstal – Rems-Murr-Kreis[14]
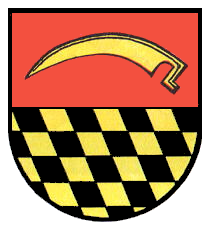
Sparwiesen – Stadt Uhingen – Landkreis Göppingen
Stetten im Remstal – Gemeinde Kernen im Remstal – Rems-Murr-Kreis[16]
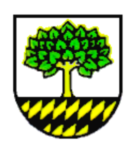
Unterlenningen – Gemeinde Lenningen – Landkreis Esslingen

## Blasonierungen
1. ↑  Landkreis Esslingen: In Gold (Gelb) über von Schwarz und Gold (Gelb) gerautetem (gewecktem) Schildfuß ein rot bewehrter und rot bezungter schwarzer Adler, belegt mit einem goldenen (gelben) Hifthorn an goldener (gelber) Fessel.
2. ↑  Oberndorf am Neckar: Unter goldenem Schildhaupt, worin ein liegender schwarzer Doppelhaken, mit Teilungen schräglinks von Gold und Schwarz gerautet.
3. ↑  Bissingen an der Teck: In Rot auf grünem Berg eine eintürmige silberne Burg.
4. ↑  Kernen im Remstal: In Gold sechs schräge Rauten in zwei Reihen aneinander, die obere Dreierreihe blau, die untere schwarz.
5. ↑  Lenningen: In Blau über von Schwarz und Gold schräg gerautetem Schildfuß ein in Form einer Acht geschlungener silberner Lindenzweig, von dem beiderseits je drei silberne Blätter ausgehen.
6. ↑  Altoberndorf: In zweimal gespaltenem Schild vorne in Rot ein linksgewendeter silberner Abtsstab, in der Mitte von Gold und Schwarz schräg gerautet, hinten in Rot ein silberner Balken.
7. ↑  Beffendorf: In schräglinks geteiltem Schild oben in Gold eine grüne Eichel zwischen zwei grünen Blättern, unten von Gold und Schwarz geweckt.
8. ↑  Bezgenriet: Unter goldenem Schildhaupt, darin eine schwarze Hirschstange, von Schwarz und Gold gerautet.
9. ↑  Bickelsberg: Unter goldenem Schildhaupt, darin zwei schwarze Rosen, von Schwarz und Gold gerautet.
10. ↑  Brittheim: Unter goldenem Schildhaupt, darin eine liegende schwarze Hirschstange, von Schwarz und Gold gerautet.
11. ↑  Hedelfingen: Unter schwarzem Schildhaupt, darin eine goldene Hirschstange, gespalten, vorne von Gold und Schwarz gerautet, hinten in Gold die zum Monogramm verbundenen lateinischen schwarzen Großbuchstabe HF.
12. ↑  Oberlenningen: Über schwarzgold gewecktem Schildfuß in Blau ein grüner Dreiberg, auf dessen Kuppen je eine silberne Burg steht.
13. ↑  Ötlingen: In geteiltem Schild oben in Blau ein halbes mit Kesselrinken besetztes silbernes Kreuz an der Teilung, unten von gold und schwarz schrägrechts gerautet.
14. ↑  Rommelshausen: In geteiltem Schild oben in Schwarz der goldene Großbuchstabe R, unten von Schwarz und Gold gerautet.
15. ↑  Sparwiesen: In geteiltem Schild oben in Rot ein rechtshin liegendes goldenes Sensenblatt, unten schräg mit Querteilung von Schwarz und Gold gerautet.
16. ↑  Stetten im Remstal: In Gold schräglinks übereinander und zusammenhängend drei schräge blaue Rauten.
17. ↑  Unterlenningen: In Silber auf erhöhtem schwarz-golden gewecktem Schildfuß eine grüne Linde.